# G.L.O.W.
"G.L.O.W." er en sang skrevet af Billy Corgan og indspillet af Smashing Pumpkins i maj og juni 2008. Sangen blev udgivet som single via iTunes d. 4. november 2008 og blev ligeledes udgivet i forbindelse med computerspillet Guitar Hero World Tour, der udkom d. 26. oktober 2008, i en special downloadpakke med bl.a. "The Everlasting Gaze" og "1979" d. 4. december 2008.
"G.L.O.W." blev spillet i amerikansk radio første gang d. 29. september 2008 på radiostationen Q101, som også tidligere har været de første til at spille Billy Corgans og Smashing Pumpkins' nye sange. "G.L.O.W." er hverken en del af Smashing Pumpkins' sjette album Zeitgeist eller bandets syvende Teargarden by Kaleidyscope, men sangen er dog co-produceret af Bjorn Thorsrud, der også arbejdede som producer på Zeitgeist (2007) og bandets akustiske ep American Gothic (2008). Singlen blev kun udgivet digitalt i USA på en "digital 45" sammen med "Superchrist". 

## Digital 45
1. "G.L.O.W."
2. "Superchrist"

## Musikvideo
Musikvideoen til "G.L.O.W." blev offentliggjort eksklusivt på bandets MySpace-website d. 2. december 2008. Musikvideoen er instrueret af Justin Coloma. 

## Live
"G.L.O.W.", der udelukkende er indspillet af Billy Corgan (sang, guitar og bas) og Jimmy Chamberlin (trommer), blev debuteret live allerede på en mindre turné i Australien i august 2008. Lige siden har bandet spillet sangen live ved de fleste af dets koncerter, samt en række prisuddelinger, heriblandt Scream Awards, og releasepartyen til Guitar Hero World Tour.